# District de Landerneau
Le district de Landerneau est une ancienne division territoriale française du département du Finistère de 1790 à 1795.
Il était composé des cantons de Landerneau, le Faou, Hanvec, Irvillac, Landivisiau, Ploudiry, Plougastel et Sizun.